# ثابت هابل

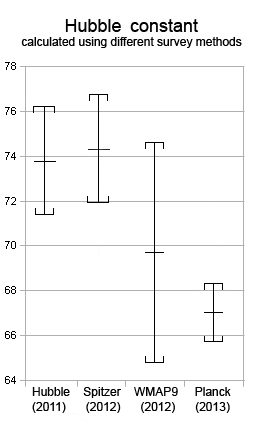
مقدار ثابت هابل با نمایش طیف خطا در اندازه‌گیری در ۴ مرتبه بررسی

ثابت هابل یا آهنگ گسترش گیتی (به انگلیسی: Hubble's Constant) نسبت سرعت دور شدن یک کهکشان (از ما) به فاصله‌ای که آن کهکشان با ما دارد، است. وجود این ثابت، هماهنگ با و بر اساس قانون هابل تأیید و پذیرفته شده؛ هرچند برآورد اندازهٔ دقیق آن، به خاطر در دست نبودن دقیق فاصلهٔ کهکشان‌ها از هم، تاکنون امکان‌پذیر نبوده است. گمانه‌زنی‌ها براساس یافته‌ها، ثابت هابل را ۵۰ تا ۸۰ کیلومتر در ثانیه در هر میلیون پارسک می‌دانند.
اگرچه به طور گسترده‌ای یافتن این ثابت به ادوین هابل نسبت داده شده، این قانون ابتدا از معادلات نسبیت عام توسط ژرژ لومتر در یک مقاله در سال ۱۹۲۷ پیشنهاد شد که در آن او پیشنهاد یافتن یک ارزش تخمینی از انبساط جهان را مطرح ساخت و این همان قانونی است که در حال حاضر ثابت هابل نامیده می‌شود. دو سال بعد از آن ادوین هابل وجود قانون را تأیید و اندازه‌های دقیق تری برای این ثابت محاسبه کرد که امروز آن را بنام ثابت هابل می‌شناسیم. هابل در محاسبات خود از دانستنی‌های افت سرعت اشیاء در اثر پدیدهٔ انتقال به سرخ، که پیش از آن توسط وستو اسلیفر در سال ۱۹۱۷ اندازه‌گیری و به موضوع سرعت نسبت داده شده بود بهره گرفت.